# Regii nisipurilor (La Limita Imposibilului)
„Regii nisipurilor” (titlu original: „The Sandkings”) este primul episod (format din 2 părți) al serialului științifico-fantastic La Limita Imposibilului din 1995. A avut premiera la 26 martie 1995 în rețeaua Showtime. Este regizat de Stuart Gillard după un scenariu de Melinda M. Snodgrass bazat pe nuveleta din 1979, „Regii nisipurilor”, de George R. R. Martin.
Episodul a avut cinci nominalizări la Premiile Gemini. În 1995, Stuart Gillard a câștigat premiul CableACE pentru cea mai bună regie TV. Actorul Beau Bridges a fost nominalizat la un premiu Emmy la categoria cel mai bun actor invitat remarcabil într-o serie dramatică.

## Introducere
„Nu e nimic în neregulă cu televizorul dumneavoastră. Nu încercați să reglați imaginea. Noi controlăm transmisia. O controlăm pe orizontală și pe verticală. Putem să vă inundăm cu mii de canale sau să extindem o singură imagine la o claritate de cristal și mai mult. Putem să vă modificăm imaginea în tot ce poate concepe imaginația noastră. Vom controla tot ceea ce vedeți și auziți. Sunteți pe cale să experimentați fiorul și misterul care vă ajung din subconștient La Limita Imposibilului”
„Unele dintre cele mai mari realizări ale omului au fost motivate de nevoia de dragoste și acceptare. Dar ce se întâmplă atunci când nevoia de recunoaștere devine o dorință ce trebuie respectată și apoi venerată ca un zeu?”

## Prezentare
Simon Kress lucrează la un proiect de explorare a vieții marțiene. Cu toate acestea, proiectul său este abandonat atunci când una dintre probele marțiene este la un pas de a contamina mediul terestru, lăsându-l pe Kress fără un loc de muncă.
Nu este de acord cu această decizie și astfel omul de știință aduce în secret nisip care conține larve de organisme marțiene în casa sa. În hambar, el creează un fel de incubator în care reproduce condițiile marțiene și reușește să crească o colonie de creaturi asemănătoare termitelor.
Kress descoperă curând că termitele marțiene au o inteligență deosebită. Ele construiesc fortărețe și figuri în nisip care seamănă cu chipul lui. Cress începe să creadă că organismele marțiene îl venerează ca pe un zeu. La un moment dat, lasă garda jos și este mușcat de o termită marțiană, ceea ce îl face să dezvolte o otrăvire progresivă a sângelui. Astfel, colonia scapă de sub controlul său, iar forma de viață extraterestră, în ciuda rezistenței lui Kress, care moare într-o luptă inegală cu organismele extraterestre, intră în biosfera Pământului.

## Concluzie
„Tot mai mult știința modernă urmărește puterile care în mod normal sunt rezervate Celui De Sus. Dar cei care tind către casa zeilor realizează, prea târziu, că prețul pentru intrare este distrugerea...”

## Urmare
Regii nisipurilor au prosperat după evadarea din laboratorul de acasă al lui Kress. Fragmente din episod sunt incluse în episodul final al sezonului unu, „The Voice of Reason”. Acolo, secvențe din „Regii nisipurilor” sunt folosite pentru a susține argumentul că Pământul trece printr-o serie de invazii extraterestre diferite. Mai târziu, în episod, doi conspiratori extratereștri recunosc, într-o conversație privată, că Regii nisipurilor ar putea deveni o problemă serioasă în aproximativ treizeci de ani, presupunând că ar putea supraviețui într-o atmosferă pe bază de metan, pe care extratereștrii intenționau să o transforme treptat din cea prietenoasă pentru oamenii Pământului.
În episodul din sezonul al șaselea „Final Appeal”, este descoperit că ciuma Regii nisipurilor a fost eradicată, lucru care a durat „cea mai mare parte a unui deceniu” pentru a fi finalizat.

## Diferențe față de nuveletă
Acțiunea nuveletei originale a lui George R. R. Martin are loc într-un viitor îndepărtat pe o planetă îndepărtată colonizată de oameni și nu specifică planeta de origine a Regilor nisipurilor.
În povestirea originală, un milionar pe nume Simon Kress cumpără patru colonii de regi ai nisipurilor - creaturi similare furnicilor, extrem de inteligente - pentru a le adăuga colecției sale de animale de companie exotice. Primele probleme apar în momentul în care el forțează regii nisipurilor să se lupte pentru a-l distra, iar Simon își dă seama că specia este mult mai sofisticată decât crezuse.
După ce Simon Kress aduce, în episod, nisipul cu lavre în șopronul său, intriga este similară cu cea originală: formele de viață marțiene, ființe mici asemănătoare furnicilor mari, demonstrează un anumit grad de inteligență de grup și sculptează chipul protagonistului, care este un fel de zeu pentru ei, în construcțiile lor.

## Distribuție
- Beau Bridges – Dr. Simon Kress
- Helen Shaver – Cathy Kress
- Dylan Bridges – Josh Kress
- Kim Coates – Dave Stockley
- Lloyd Bridges – Colonelul Kress
- Patricia Harras – Debbie